# Велоспорт на летних юношеских Олимпийских играх 2018
Соревнования по велоспорту на летних юношеских Олимпийских играх 2018 года прошли с 7 по 17 октября в парке Tres de Febrero в Буэнос-Айресе, столицы Аргентины. Были разыграны 4 комплекта наград: у юношей и девушек в командном зачёте в многоборье, в смешанных командных зачётах в ВМХ-гонках и ВМХ-парке. В соревнованиях, согласно правилам, смогли принять участие спортсмены рождённые с 1 января 2000 года по 31 декабря 2001 года.

## История
Велоспорт является постоянным видом программы, который дебютировал на I летних юношеских Олимпийских играх в Сингапуре. 
На прошлых играх в 2014 году разыгрывалось три комплекта наград. Программа соревнований изменилась, добавился ВМХ-парк. 

## Формат турнира
На юношеских Олимпийских играх вместо того, чтобы соревноваться отдельно, спортсмены соревнуются как команда. 
В многоборье команда состоит из двух человек одного пола. Соревнования состоят из дисциплин — трёх шоссейных (групповая гонка, критериум и командная гонка) и двух кросс-кантрийных (кросс-кантри элиминатор (XCE) и кросс-кантри шорт (XCC))  мероприятий. В каждом виде все спортсмены участвуют индивидуально, за исключением командной гонки в которую они выступают как команда.
В ВМХ-гонках выступают смешанные команды из двух человек обоих полов. Соревнования включают предварительные раунды.
В ВМХ-парк фристайлу выступают смешанные команды из двух человек обоих полов, но могущие представлять разные страны. Соревнования включают предварительные раунды.

## Квалификация
Каждый Национальный олимпийский комитет (НОК) может выставить максимум 1 команду состоящую из 2 спортсменов для комбинированных соревнований и соревнований BMX-гонок. Для BMX-парк каждый НОК может выставить максимум 1 юношу и 1 девушку. 
Аргентина, как хозяйка турнира, получила право выставить команду в многоборье и BMX-гонках. Однако они отказались использовать квоту для BMX-гонок. 
Шесть команд, по две в каждом из многоборья и одна в BMX-гонках, должна была определить трехсторонняя комиссия. Из них было выдано только три и все в многоборье — две у девушек и одна у юношей. Остальные три были определены на основании рейтингов.
Общее число спортсменов, которые выступят на соревнованиях, было определено Международным олимпийским комитетом и составило 128 человек (по 64 у юношей и девушек) из 32 национальных комитетов.

### Многоборье
| Турнир                     | Место проведения | Даты     | Всего квот | Квалифицировано юношей | Квалифицировано девушек |
| -------------------------- | ---------------- | -------- | ---------- | --- | --- |
| Страна хозяйка             | -                | -        | 1          | Аргентина | Аргентина |
| YOG Junior Nation Rankings | -                | 1 ноября | 17/18      | Швейцария Казахстан Италия Дания Израиль Испания Новая Зеландия Чехия Великобритания Япония Польша Венгрия Мексика Словения Чили Словакия Россия | Великобритания Италия Австрия Дания Швейцария Венгрия Россия Новая Зеландия Китай Мексика Япония Люксембург Колумбия Эфиопия Польша Египет Бразилия Казахстан |
| Трёхстороннее приглашение  | -                | -        | 2/1        | Люксембург Эритрея | Эритрея |
| Всего                      |                  |          |            | 20 | 20 |

### BMX-гонки
| Турнир                         | Место проведения | Даты     | Всего квот | Квалифицировано команд |
| ------------------------------ | ---------------- | -------- | ---------- | --- |
| Страна хозяйка                 | -                | -        | 1 0        | Аргентина |
| YOG BMX Junior Nation Rankings | -                | 1 ноября | 13 16      | Великобритания Швейцария Колумбия Латвия Япония Германия Россия Новая Зеландия Бразилия Эквадор Чили Таиланд Мексика Боливия Чехия Словакия |
| Трёхстороннее приглашение      | -                | -        | 2 0        | - |
| Всего                          |                  |          |            | 16 |

### BMX-парк фристайл
| Турнир                           | Место проведения | Даты             | Всего квот | Квалифицировано юношей                                          | Квалифицировано девушек                                            |
| -------------------------------- | ---------------- | ---------------- | ---------- | --------------------------------------------------------------- | ------------------------------------------------------------------ |
| Urban Cycling World Championship | Чэнду            | 8–12 ноября 2017 | 8          | Аргентина Бразилия Колумбия Чехия Германия Япония Латвия Россия | Аргентина Бразилия Колумбия Чехия Германия Япония Россия Венесуэла |
| Всего                            |                  |                  |            | 8                                                               | 8                                                                  |

- Ни одна африканская страна не участвовала в этом мероприятии, и квоты были распространены среди следующих стран с самым высоким рейтингом.

## Календарь
| ЦО | Церемония открытия | ● | Предварительные соревнования | 2 | Финалы соревнований | ЦЗ | Церемония закрытия |

| Октябрь    | 06 Сб | 07 Вс | 08 Пн | 09 Вт | 10 Ср | 11 Чт | 12 Пт | 13 Сб | 14 Вс | 15 Пн | 16 Вт | 17 Ср | 18 Чт | Медали |
| ---------- | ----- | ----- | ----- | ----- | ----- | ----- | ----- | ----- | ----- | ----- | ----- | ----- | ----- | ------ |
| Церемонии  | ●     |       |       |       |       |       |       |       |       |       |       |       | ●     |        |
| Многоборье |       |       |       |       |       |       |       | ●     | ●     | ●     | ●     | 2     |       | 2      |
| BMX-гонки  |       | 1     |       |       |       |       |       |       |       |       |       |       |       | 1      |
| BMX-парк   |       |       |       |       | ●     | 1     |       |       |       |       |       |       |       | 1      |

## Медалисты
Сокращения: WYB — высшее мировое достижение среди юношей

### Общий зачёт
(Жирным выделено самое большое количество медалей в своей категории; принимающая страна также выделена)
| Общее количество медалей |                |        |         |        |       |
| Место                    | Страна         | Золото | Серебро | Бронза | Всего |
| 1                        | Аргентина      | 1      | 0       | 0      | 1     |
| 1                        | Дания          | 1      | 0       | 0      | 1     |
| 1                        | Германия       | 1      | 0       | 0      | 1     |
| 1                        | Казахстан      | 1      | 0       | 0      | 1     |
| 1                        | Россия         | 1      | 0       | 0      | 1     |
| 6                        | Австрия        | 0      | 1       | 0      | 1     |
| 6                        | Люксембург     | 0      | 1       | 0      | 1     |
| 6                        | Швейцария      | 0      | 1       | 0      | 1     |
| 9                        | Колумбия       | 0      | 0       | 1      | 1     |
| 9                        | Великобритания | 0      | 0       | 1      | 1     |
| 9                        | Венгрия        | 0      | 0       | 1      | 1     |
| 9                        | Япония         | 0      | 0       | 1      | 1     |
| Всего                    | Всего          | 5      | 3       | 4      | 12    |

### Медалисты
| Дисциплина          | Золото                                                                    | Серебро                              | Бронза                                                        |
| Юноши, многоборье   | Казахстан Глеб Бруссенский Евгений Фёдоров                                | Люксембург Николас Кесс Артур Клюкер | Великобритания Харри Бирхилл Зан Флайн                        |
| Девушки, многоборье | Дания Софи Хеби Педерсен Миа Сэби                                         | Австрия Лаура Штиггер Ханна Штрейхер | Венгрия Вираг Бузаки Бланка Ваш                               |
| ВМХ-рейс            | Россия Илья Бескровный Варвара Овчинникова                                | Швейцария Кевин Шунк Зоя Клессенс    | Колумбия Хуан Камило Рамирес Валенсия Габриэлла Болле Каррило |
| ВМХ-парк            | Аргентина Инаки Ириартес Агустина Рот Германия Эван Брандес Лара Лессманн | не присваивалась                     | Япония Канами Танно Юма Осимо                                 |